# 愛してると云って
『愛してると云って』（あいしてるといって、原題：사랑한다 말해줘〈サランハンダ マレジュォ〉）は、2004年2月25日から4月14日まで韓国MBCで放送されたテレビドラマ。全15話。キム・ギュワンが脚本を書き、キム・レウォンが映画会社の新入社員役で主演を務め、オ・ジョンロクが監督した恋愛ドラマである。
日本では福岡放送などでは19話に再編集されて放送された。

## 登場人物
キム・ビョンス
演 - キム・レウォン
オールイン映画社の新入社員。
チョ・イナ
演 - ヨム・ジョンア
オールイン映画社の社長。
ソ・ヨンチェ
演 - ユン・ソイ
オールイン映画社の新入社員。
パク・ヒス
演 - キム・ソンス
映画音楽監督。
ソ・ビンチェ
演 - チェ・ミンジュ
ナ・ギョンニム
演 - イ・ミレ
ソ・ギョンチェ
演 - ペ・ジホ
オ常務
演 - パク・グァンジョン